# Ограниченная вменяемость
Ограниченная вменяемость (уменьшенная вменяемость) — термин, используемый в уголовно-правовой теории для обозначения психического состояния лица, способности которого осознавать характер и общественную опасность своих действий или руководить ими ограничены ввиду наличия у него какого-либо психического расстройства.

## Развитие концепции ограниченной вменяемости
Концепция ограниченной или уменьшенной вменяемости была предложена в XIX веке для того, чтобы имелась возможность дать уголовно-правовую оценку состояниям, находящимся на границе между психическим расстройством и психическим здоровьем. Она была подвергнута резкой критике со стороны многих психиатров и правоведов. Так, В. П. Сербский писал: «Введение в законодательство этого понятия — при невозможности дать какую-либо правильную мерку для приложения его на практике — вызвало бы значительные недоразумения и дало бы ложное направление разрешению вопроса о невменяемости, который допускает только два решения: или человек обладал свободой действия — и тогда он вменяем, или же он не обладал ею — и тогда он невменяем». Н. С. Таганцев указывал, что такие пограничные состояния «не могут рассматриваться как особый вид или даже особый оттенок вменяемости, так как в этом отношении существует только двоякая возможность: или признать, что в данном случае существуют условия, устраняющие вменяемость, или установить, что таковые отсутствуют. В первом случае виновный освобождается от ответственности, во втором — подлежит наказанию; признать какое-либо третье, посредствующее состояние мы не можем ни теоретически, ни практически».
Тем не менее, современная юридическая наука признаёт, что лица с нарушениями психики пограничного уровня (различные формы расстройств личности, неврозы, остаточные явления черепно-мозговых травм, алкоголизм, наркомания, токсикомания и т. д.) не могут быть приравнены в уголовно-правовом отношении к полностью здоровым. Ввиду этого в той или иной форме концепция ограниченной вменяемости находит выражение в законодательстве многих стран мира: Франции, ФРГ, Швейцарии, Польши и т.д.

## Ограниченная вменяемость в российском уголовном праве
В УК РФ 1996 года была введена норма об ответственности лиц с психическим расстройством, не исключающим вменяемости, которая сразу же вызвала большое количество споров.
Ч. 1 ст. 22 гласит: «Вменяемое лицо, которое во время совершения преступления в силу психического расстройства не могло в полной мере осознавать фактический характер и общественную опасность своих действий (бездействия) либо руководить ими, подлежит уголовной ответственности». При этом, согласно ч. 2 ст. 22, данное расстройство учитывается судом при назначении наказания (поскольку таких расстройств нет в перечне отягчающих обстоятельств, они могут рассматриваться лишь как смягчающие вину и ответственность) и может служить основанием для назначения принудительных мер медицинского характера.
Спорным является, например, толкование понятия «психическое расстройство» применительно к данной статье. Одни авторы говорят о том, что данный термин понимается так же, как и в ст. 21 УК РФ: это может быть одно из состояний, которые в принципе способны приводить к признанию лица невменяемым. По мнению других авторов, психические расстройства, рассматриваемые в рамках ст. 22 УК РФ, не носят патологического характера, не являются болезнями; к их числу следует относить неврозы, расстройства личности, акцентуации характера, физиологический аффект, состояние опьянения и т. д.. 
Вследствие этого применение ст. 22 УК РФ вызывает достаточно существенные затруднения у практических работников. Отмечается, что большинство судей испытывают затруднение в принятии собственных решений по данному вопросу.